# Festival Rock Zaidín

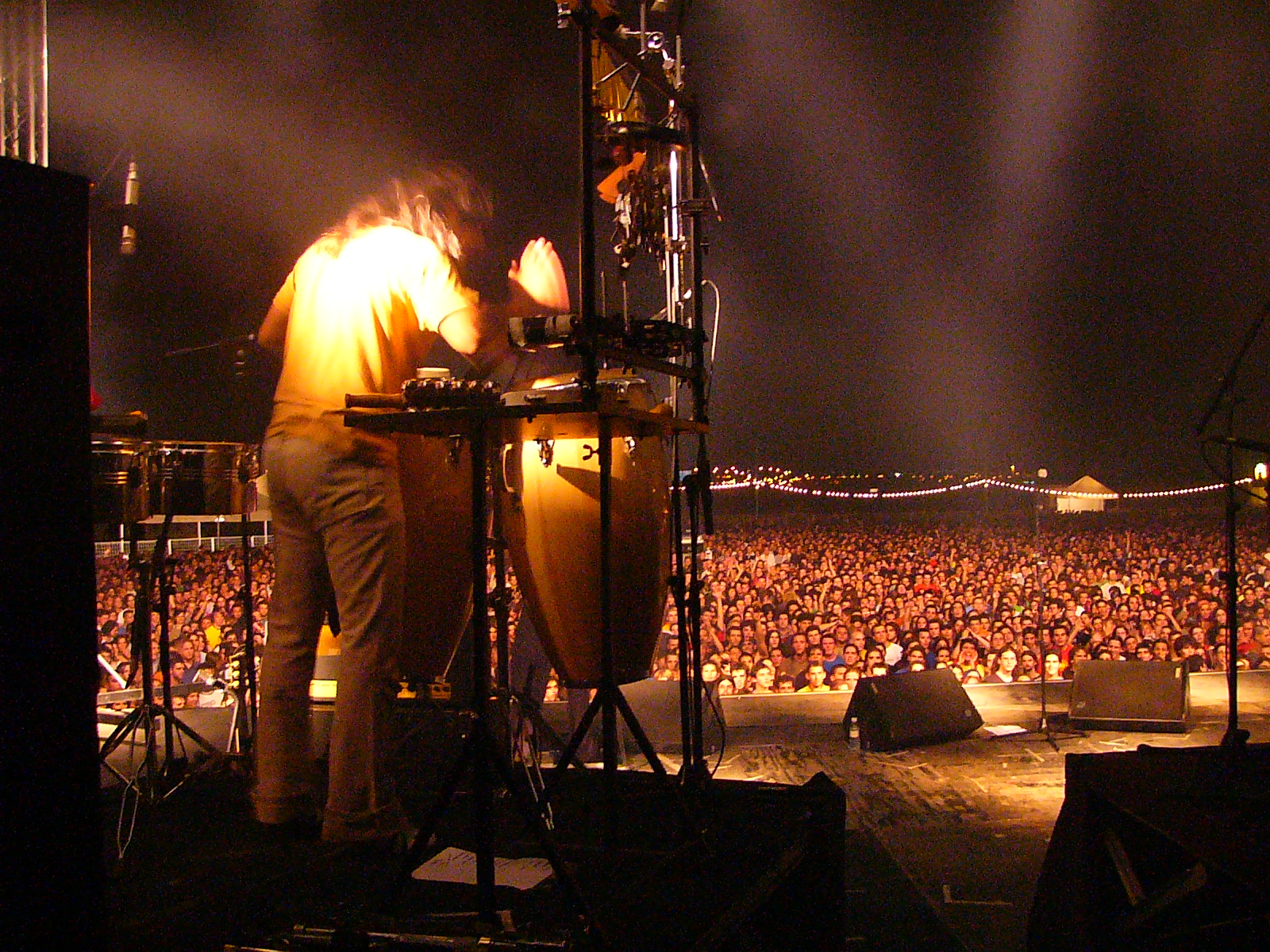
Festival Rock Zaidín 2004.

El Festival de Rock del Zaidín o Zaidín Rock, se celebra al aire libre en distintas plazas y calles del barrio del Zaidín en Granada y marca el final del verano y la acogida de la población universitaria por la ciudad. Fue creado en 1983 por la Asociación de Vecinos Zaidín-Vergeles y es organizado desde entonces por sus socios de forma no retribuida. Su carácter abierto a todos los públicos y gratuito anima a la congregación de multitudes año tras año. Sobre su escenario han actuado, además de grupos internacionales, casi todas las figuras de la música contemporánea española y se ha convertido en el festival más antiguo de rock de España, de Europa con entrada libre y del mundo en ediciones seguidas, siendo condecorado en 2018 por la comisión de honores y distinciones del ayuntamiento de Granada con la Granada de plata de la ciudad.

## Problemas

### Financiación
Es tradicional la falta de recursos y un presupuesto ajustado sin beneficio económico dado el carácter no lucrativo del Festival.
En términos generales, los gastos se cubren procediendo de tres fuentes:
- Subvenciones públicas procedentes de ayuntamiento de Granada, diputación de Granada y  Junta de Andalucía.

- Patrocinadores privados.

### Ubicación
La creciente urbanización del distrito, ha dejado cada vez menos espacios abiertos y hace que su ubicación sea itinerante e improvisada año tras año.

### Ruido
A lo largo de los años el festival ha venido pasando problemas debido a no contar con un recinto adecuado para sus características como por ejemplo la denuncia de algunos vecinos de la zona hizo que se decidiera su celebración en los tribunales, siendo favorable al festival.

## Soluciones
La organización ha propuesto como soluciones definitivas:
- Dos proyectos de auditorios presentados al Ayuntamiento de Granada y rechazados.[5]

- La ubicación del Festival en el Estadio Nuevo Los Cármenes.[6]

## Carteles
Han actuado artistas internacionales como Mano Negra, Echo & the Bunnymen, Terrorvision, The Posies, Elliott Murphy, Wilko Johnson, Molotov, Chab Samir, Hijas del Sol y Lauren Atkins & Skarlatines; nombres nacionales tan importantes como El Último de la Fila, Loquillo, Amaral, Siniestro Total, Rosendo, Ilegales, Los Enemigos, Danza Invisible, Celtas Cortos, Tahúres Zurdos, Juan Perro, Revólver, Antonio Vega, Los Secretos, Tequila, Ketama, Raimundo Amador, Kiko Veneno, Carlos Núñez, Ariel Rot, Burning, Barricada, Hamlet, Sex Museum, Australian Blonde, Ska-P, Barón Rojo, Obús, Los Suaves, Def Con Dos, Toreros Muertos, Los Ronaldos, Los Rodríguez, Los Flechazos, Alarma!!!, Manolo Tena, Kepa Junkera, Los Rebeldes, M-Clan, Melon Diesel, La Cabra Mecánica, Potato, Antonio Orozco, Mala Rodríguez, Los Delinqüentes, Los Hermanos Dalton, Los Zigarros, Reincidentes, O'funk'illo, La Frontera, La Barbería del Sur, Macaco, Mägo de Oz, Medina Azahara y un largo etcétera de artistas de Granada como Miguel Ríos, 091, Los Planetas, Enrique Morente, La Guardia, Lagartija Nick, José Ignacio Lapido, Eskorzo, Blues Band de Granada, Amparanoia, T.N.T., Lori Meyers y Niños Mutantes.